# Édouard Branly

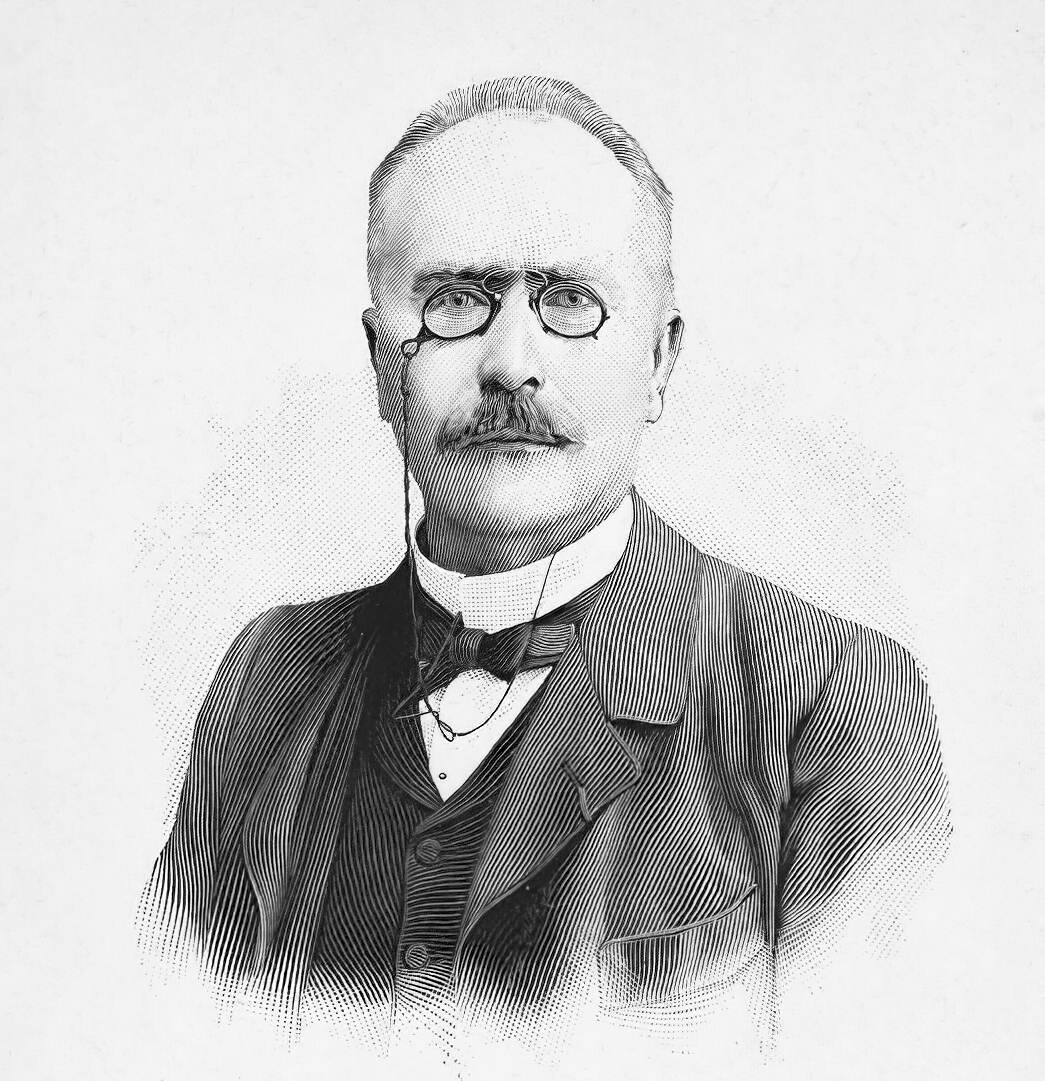
Édouard Branly là nhà phát minh, vật lý học và giáo sư người Pháp.

Édouard Branly hay tên đầy đủ Édouard Eugène Désiré Branly (23 tháng 10 năm 1844 - 24 tháng 3 năm 1940) là nhà phát minh, vật lý học và giáo sư người Pháp tại Institut Catholique de Paris. Ông chủ yếu được biết đến với sự tham gia sớm của ông trong điện tín không dây và sáng chế của ông về các liên kết Branly khoảng năm 1890. Ông sinh ra vào ngày 23 tháng 11 năm 1844 và chết vào 24 tháng 3 năm 1940 (95 tuổi).

## Tiểu sử
Ông sinh ngày 23 tháng 10 năm 1844. Édouard Branly qua đời vào năm 1940. Lễ tang của ông ở nhà thờ Notre Dame ở Paris và có sự tham dự của Tổng thống Pháp, Albert Lebrun. Ông được mai táng tại nghĩa trang Père Lachaiseở Paris. 